# Córdoba (Argentina)
Córdoba és una ciutat argentina localitzada als peus de les muntanyes de la Sierra Chica, a la vora del riu Primer (riu Suquía), el centre de l'àrea agrícola més productiva de l'Argentina. És la capital de la província homònima. Té una població superior als 1,35 milions d'habitants, la segona més gran de l'Argentina. Córdoba està localitzada a 31° 24′ S, 64° 11′ O.

## Història
Va ser fundada el 1573 per Jerónimo Luis de Cabrera, qui la va anomenar Córdoba en honor de la ciutat homònima espanyola. Va ser una de les primeres capitals de la regió que avui és Argentina. Les altres dues ciutats antigues del país són Buenos Aires (1536) i Santiago del Estero (1553). La Universitat Nacional de Córdoba és la segona universitat més antiga d'Amèrica, després de la Universitat Nacional Autònoma de Mèxic, fundada el 1613.
Després de la Segona Guerra Mundial, la ciutat es va convertir en un centre important de la indústria argentina, i la seu de la fàbrica militar d'avions.

## Patrimoni de la Humanitat
La ciutat encara conserva construccions i monuments de l'època colonial, i és considerada Patrimoni de la Humanitat per la UNESCO.
- Illa jesuítica
- Estàncies jesuítiques

## Imatges

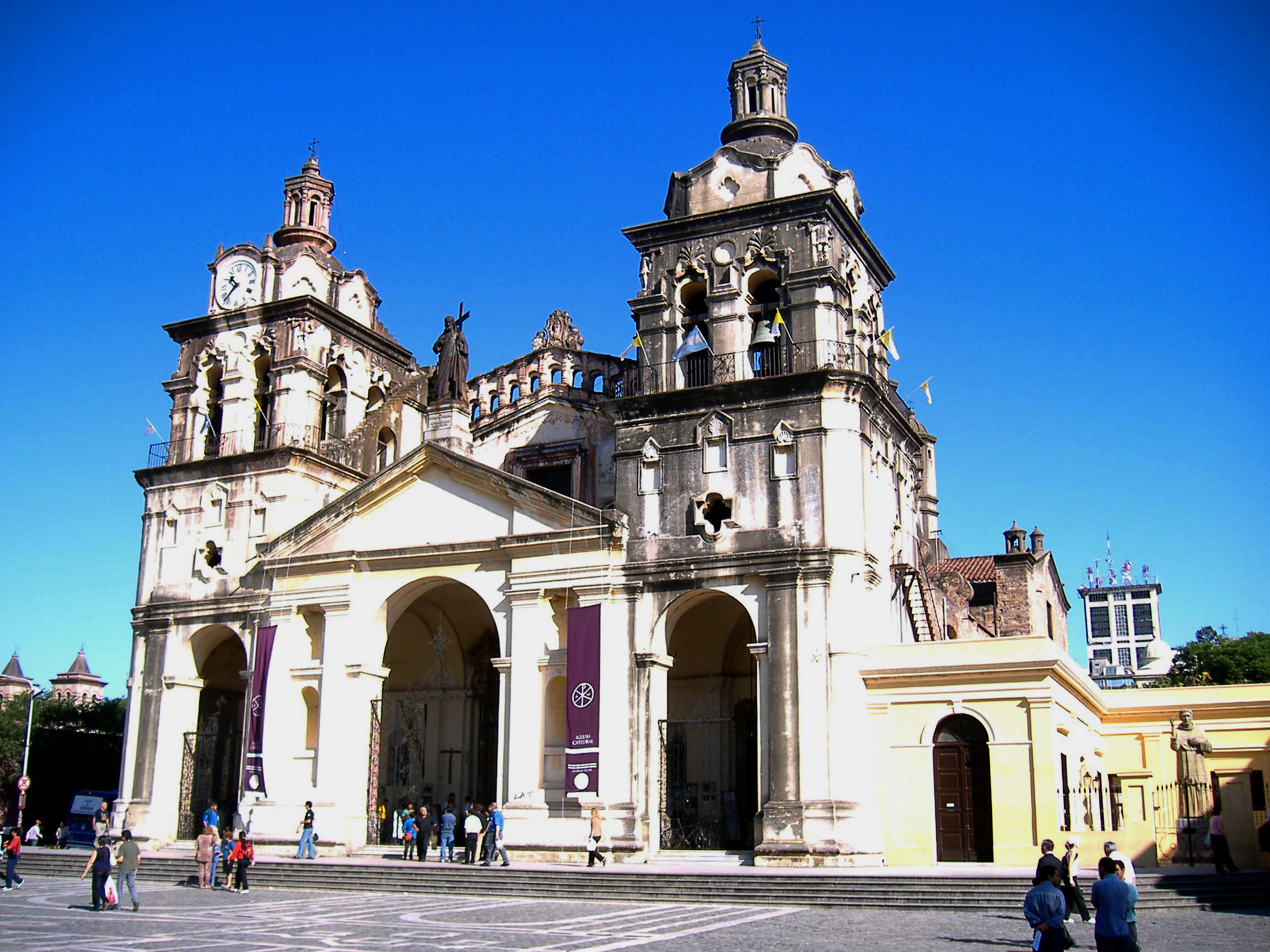
Catedral de Córdoba
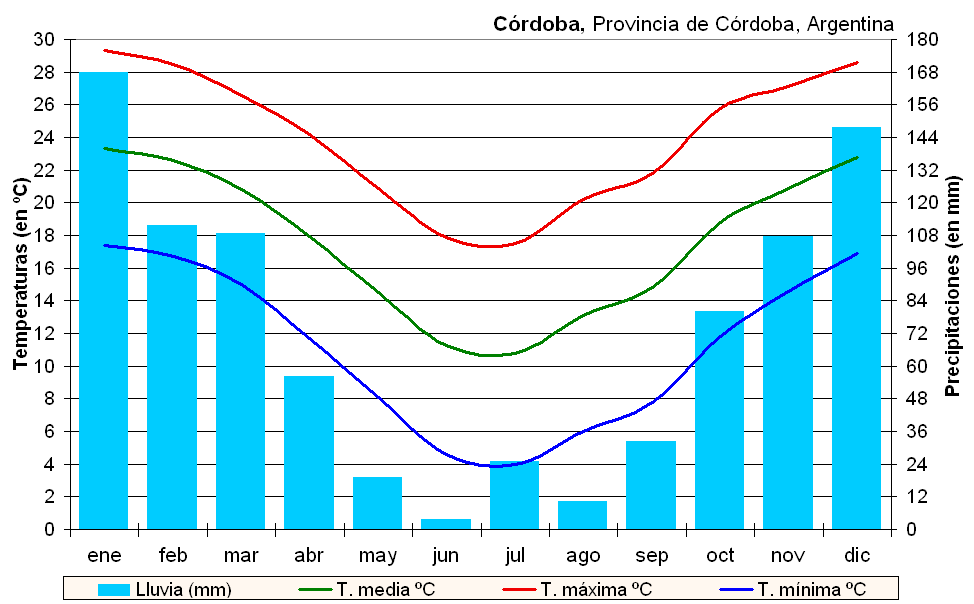
Climograma de Córdoba
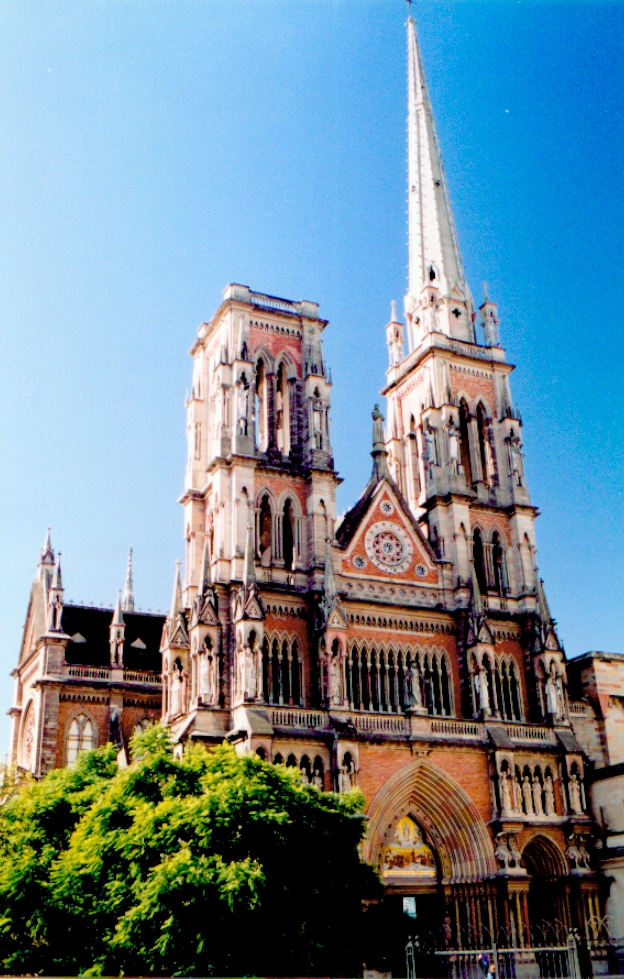
Església de los Capuchinos